# Lindstrom (Minnesota)
Lindström es una ciudad ubicada en el condado de Chisago en el estado estadounidense de Minnesota. En el Censo de 2010 tenía una población de 4442 habitantes y una densidad poblacional de 464,66 personas por km².

## Geografía
Lindström se encuentra ubicada en las coordenadas 45°24′17″N 92°51′54″O / 45.40472, -92.86500. Según la Oficina del Censo de los Estados Unidos, Lindström tiene una superficie total de 9.56 km², de la cual 9.33 km² corresponden a tierra firme y (2.36%) 0.23 km² es agua.

## Demografía
Según el censo de 2010, había 4442 personas residiendo en Lindström. La densidad de población era de 464,66 hab./km². De los 4442 habitantes, Lindström estaba compuesto por el 97.01% blancos, el 0.41% eran afroamericanos, el 0.25% eran amerindios, el 0.63% eran asiáticos, el 0% eran isleños del Pacífico, el 0.27% eran de otras razas y el 1.44% pertenecían a dos o más razas. Del total de la población el 1.22% eran hispanos o latinos de cualquier raza.